# Lambussie

Lambussie är en ort i nordvästra Ghana. Den är huvudort för distriktet Lambussie-Karni, och folkmängden uppgick till 2 236 invånare vid folkräkningen 2010.